# Berane
Berane su općina u Gornjem Polimlju, u Sandžaku, na sjeveroistoku Crne Gore. Do 1990. se zvao Ivangrad, u čast partizanskom zapovjedniku Ivanu Milutinoviću.
Nalazi se između vrhova Bjelasice na zapadu, Cmiljevice na istoku, Tivranske klisure na sjeveru i Sutjeske i Previje na jugu. Ona je dobro prirodno ograničena, osim na sjevero-istoku gdje je preko Police i Bihora niz manjih vapenačkih uzvišenja, uglavnom planinskim visovima.
Beranska općina prostire se na 647 km². Od ukupne površine na plodno zemljište otpada 91 % ili nešto oko 62 hektara. Neplodnog zemljišta je oko 5,5 hektara. Na ovoj teritoriji živi oko 40 000 stanovnika.
Područje Beranske općine ima uglavnom umjerenu kontinentalnu klimu. U pojedinim mjestima općine temperatura može dostići do 37 °C, a zimi i do –30 °C. U užem dijelu općine proljeće nastupa rano i ono se uglavnom poklapa s kalendarskim što je povoljno za rane proljećne poljoprivredne radove i za vegetacijski period koji u prosjeku traje 250 dana. Zime su duge i uglavnom oštre s niskim temperaturama.
Područje općine bogato je vodom, što je posljedica sastava zemljišta, biljnog pokrivača, reljefa i klime. Lim je glavna rijeka koja odvodi 98 % vode s teritorije općine. Voda Lima nije iskorištena iako raspolaže znatnom snagom koja se može za izgradnju hidrocentrale. Lim je bogat raznovrsnom ribom (11 – 15 vrsta). U općini ima 27 mjesnih zajednica s 51 naseljem. U samom gradu živi oko 13 000 stanovnika a u čitavoj općini oko 40 000.
Općina Berane je jedna od najsiromašnijih općina u republici Crnoj Gori. Industrijska proizvodnja je veoma mala jer su mnoge tvrtke u zadnjih 10 godina prestala s radom. U ranijem razdoblju mnoga poljoprivredna gospodarstva su preseljena sa sela u grad zbog tzv. industrijalizacije, tako da je poljoprivreda zamrla, selo zapostavljeno a industrija ugašena tako da većina stanovnika teško živi. U posljednje vrijeme otvoreno je mnogo privatnih tvrtki, uglavnom na bazi trgovine i ugostiteljstva. Proizvodnih je veoma malo. U tim tvrtkama zapošljavaju se uglavnom na crno, te nemaju neki društveni značaj. Ukupan broj zaposlenih je oko 3000.
U Općini Berane postoji jedan dječji vrtić, 13 osnovnih škola i 4 srednje škole. U Općini postoji Opća bolnica i dom zdravlja sa 61 liječnikom, 20 stomatologa i oko 350 zdravstvenih radnika srednjeg obrazovanja. Broj korisnika socijalne pomoći kreće se oko 1200.

## Povijest
U Beranama je 21. srpnja 1941. osnovan prvi narodnooslobodilački odbor u Novoj Jugoslaviji. Prvi predsjednik odbora je bio protojerej Aleksandar Bojović.

## Stanovništvo
Po posljednjem službenom popisu stanovništva iz 2011. godine, općina Berane imala je 33.948 stanovnika, raspoređenih u 66 naseljenih mjesta.
Nacionalni sastav:
- Srbi – 16.309 (46,50 %)
- Crnogorci – 8950 (25,52 %)
- Bošnjaci – 5662 (16,14 %)
- Muslimani – 2301 (6,56 %)
- nacionalno neopredijeljeni – 1188 (3,38 %)
- ostali – 658 (1,90 %)

Vjerski sastav:
- pravoslavci – 24.873 (70,92 %)
- muslimani – 8994 (25,64 %)
- ostali – 291 (0,82 %)
- neopredijeljeni – 565 (1,61 %)
- nisu vjernici – 117 (0,33 %)
- nepoznato – 228 (0,68 %)

## Naseljena mjesta
Azane, 
Babino, 
Bastahe, 
Beran Selo, 
Berane, 
Bor, 
Bubanje, 
Budimlja, 
Buče, 
Crni Vrh, 
Crvljevine, 
Dapsići, 
Dašča Rijeka, 
Dobrodole, 
Dolac, 
Donja Vrbica, 
Donja Ržanica, 
Donje Zaostro, 
Donje Luge, 
Dragosava, 
Glavaca, 
Godočelje, 
Goražde, 
Gornja Vrbica, 
Gornje Zaostro, 
Hareme,
Javorova, 
Jašovići, 
Johovica, 
Kalica, 
Kaludra, 
Kruščica, 
Kurikuće, 
Lagatori, 
Lazi, 
Lubnice, 
Lužac, 
Lješnica, 
Mašte, 
Mezgalji, 
Murovac, 
Orah, 
Orahovo, 
Pahulj,
Petnjik, 
Petnjica, 
Pešca, 
Ponor, 
Poroče, 
Praćevac, 
Radmanci, 
Radmuževići, 
Rovca, 
Rujišta, 
Savin Bor, 
Skakavac, 
Štitari, 
Tmušići, 
Trpezi, 
Tucanje, 
Veliđe, 
Vinicka, 
Vrševo, 
Vuča, 
Zagorje, 
Zagrad, 
Zagrađe,

## Nacionalni sastav po naseljenim mjestima (2003.)
- Azane – uk. 136, Bošnjaci – 59, Srbi – 41, Crnogorci – 35, ostali – 1
- Babino – uk. 436, Srbi – 334, Crnogorci – 80, neopredijeljeni – 15, ostali – 7
- Bastahe – uk. 70, Crnogorci – 35, Srbi – 35
- Beran Selo – uk. 1483, Srbi – 698, Crnogorci – 319, Bošnjaci – 122, Muslimani – 91, neopredijeljeni – 141, ostali – 112
- Berane – uk. 11.776, Srbi – 5375, Crnogorci – 3776, Muslimani – 1015, Bošnjaci – 918, neopredijeljeni – 376, ostali – 316
- Bor – uk. 243, Bošnjaci – 237, Crnogorci – 1, Muslimani – 1, ostali – 4
- Bubanje – uk. 213, Srbi – 119, Crnogorci – 88, neopredijeljeni – 2, ostali – 4
- Budimlja – uk. 1694, Srbi – 1051, Crnogorci – 525, Muslimani – 49, Bošnjaci – 24, neopredijeljeni – 29, ostali – 16
- Buče – uk. 1000, Srbi – 578, Crnogorci – 362, Muslimani – 15, neopredijeljeni – 21, ostali – 24
- Veliđe – uk. 29, Crnogorci – 18, Srbi – 9, neopredijeljeni – 2
- Vinicka – uk. 607, Srbi – 359, Crnogorci – 203, neopredijeljeni – 25, ostali – 20
- Vrševo – uk. 267, Bošnjaci – 189, Muslimani – 69, Crnogorci – 4, neopredijeljeni – 3, ostali – 2
- Vuča – uk. 26, Srbi – 22, Crnogorci – 3, neopredijeljeni – 1
- Glavaca – uk. 126, Srbi – 68, Crnogorci – 56, neopredijeljeni – 2
- Godočelje – uk. 229, Bošnjaci – 224, Muslimani – 4, Crnogorci – 1
- Goražde – uk. 560, Srbi – 373, Crnogorci – 165, neopredijeljeni – 22
- Gornja Vrbica – uk. 536, Bošnjaci – 475, Muslimani – 48, neopredijeljeni – 6, Crnogorci – 4, Srbi – 1, ostali – 2
- Gornje Zaostro – uk. 236, Srbi – 146, Crnogorci – 57, neopredijeljeni – 32, ostali – 1
- Dapsići – uk. 728, Srbi – 591, Crnogorci – 133, neopredijeljeni – 3, ostali – 1
- Dašča Rijeka – uk. 115, Bošnjaci – 115
- Dobrodole – uk. 134, Bošnjaci – 109, Muslimani – 22, ostali – 3
- Dolac – uk. 1293, Srbi – 744, Crnogorci – 416, neopredijeljeni – 128, ostali – 5
- Donja Vrbica – uk. 406, Bošnjaci – 356, Muslimani – 40, Crnogorci – 10
- Donja Ržanica – uk. 810, Srbi – 532, Crnogorci – 246, neopredijeljeni – 23, ostali – 9
- Donje Zaostro – uk. 149, Crnogorci – 63, Srbi – 60, neopredijeljeni – 26
- Donje Luge – uk. 1861, Srbi – 1059, Crnogorci – 452, Bošnjaci – 141, Muslimani – 117, neopredijeljeni – 56, ostali – 36
- Dragosava – uk. 171, Srbi – 103, Crnogorci – 40, neopredijeljeni – 27, ostali – 1
- Zagorje – uk. 317, Srbi – 196, Crnogorci – 90, neopredijeljeni – 30, ostali – 1
- Zagrad – uk. 55, Srbi – 35, Crnogorci – 20
- Zagrađe – uk. 280, Srbi – 198, Crnogorci – 72, neopredijeljeni – 9, Muslimani – 1
- Javorova – uk. 117, Bošnjaci – 76, Muslimani – 41
- Jašovići – uk. 33, Srbi – 30, neopredijeljeni – 3
- Johovica – uk. 148, Bošnjaci – 84, Muslimani – 64
- Kalica – uk. 146, Bošnjaci – 133, Muslimani – 12, Crnogorci – 1
- Kaludra – uk. 267, Srbi – 221, Crnogorci – 44, neopredijeljeni – 1, ostali – 1
- Kruščica – uk. 97, Bošnjaci – 94, ostali – 3
- Kurikuće – uk. 115, Crnogorci – 67, Srbi – 44, neopredijeljeni – 3, ostali – 1
- Lagatori – uk. 420, Bošnjaci – 345, Muslimani – 74, ostali – 1
- Lazi – uk. 99, Srbi – 75, Crnogorci – 22, neopredijeljeni – 1, ostali – 1
- Lubnice – uk. 245, Srbi – 133, Crnogorci – 103, neopredijeljeni – 4, ostali – 5
- Lužac – uk. 823, Srbi – 590, Crnogorci – 209, neopredijeljeni – 7, Muslimani – 1, ostali – 16
- Lješnica – uk. 60, Crnogorci – 22, Srbi – 18, neopredijeljeni – 10, ostali – 10
- Mašte – uk. 206, Srbi – 141, Crnogorci – 41, neopredijeljeni – 17, Muslimani – 1, ostali – 6
- Mezgalji – uk. 207, Srbi – 126, Crnogorci – 65, ostali – 16
- Murovac – uk. 43, Bošnjaci – 42, Muslimani – 1
- Orah – uk. 90, Srbi – 51, Crnogorci – 27, neopredijeljeni – 12
- Orahovo – uk. 130, Bošnjaci – 61, Muslimani – 63, Crnogorci – 6
- Pahulj – uk. 89, Muslimani – 72, Bošnjaci – 16, neopredijeljeni – 1
- Petnjik – uk. 669, Srbi – 454, Crnogorci – 184, neopredijeljeni – 30, ostali – 1
- Petnjica – uk. 565, Bošnjaci – 446, Muslimani – 95, neopredijeljeni – 12, Crnogorci – 9, Srbi – 1, ostali – 2
- Pešca – uk. 1721, Srbi – 1097, Crnogorci – 531, neopredijeljeni – 68, Muslimani – 11, ostali – 14
- Ponor – uk. 65, Bošnjaci – 62, ostali – 3
- Poroče – uk. 33, Muslimani – 17, Bošnjaci – 16
- Praćevac – uk. 43, Srbi – 27, Crnogorci – 13, neopredijeljeni – 3
- Radmanci – uk. 311, Bošnjaci – 279, Muslimani – 28, Crnogorci – 1, neopredijeljeni – 1, ostali – 2
- Radmuževići – uk. 106, Srbi – 83, Crnogorci – 23
- Rovca – uk. 105, Srbi – 49, Crnogorci – 43, neopredijeljeni – 13
- Rujišta – uk. 56, Srbi – 39, Crnogorci – 13, neopredijeljeni – 4
- Savin Bor – uk. 261, Bošnjaci – 251, Muslimani – 10
- Skakavac – uk. 83, Srbi – 62, Crnogorci – 10, Bošnjaci – 7, Muslimani – 4
- Tmušići – uk. 36, Srbi – 21, Crnogorci – 15
- Trpezi – uk. 773, Bošnjaci – 613, Muslimani – 137, Crnogorci – 10, neopredijeljeni – 9, ostali – 4
- Tucanje – uk. 378, Muslimani – 198, Bošnjaci – 168, Crnogorci – 10, ostali – 2
- Crvljevine – uk. 116, Srbi – 76, Crnogorci – 37, neopredijeljeni – 2, ostali – 1
- Crni Vrh – uk. 144, Srbi – 85, Crnogorci – 52, neopredijeljeni – 3, ostali – 4
- Štitari – uk. 282, Srbi – 159, Crnogorci – 118, neopredijeljeni – 5

## Jezici
- srpski – 25.654 (73,15 %)
- crnogorski – 6045 (17,23 %)
- bošnjački – 2002 (5,70 %)
- bosanski – 542 (1,54 %)
- ostali i nepoznato – 825 (2,38 %)

## Šport
- FK Berane
- FK Radnički Berane

## Unutrašnje poveznice
- Autocesta Bar – Boljare